# Ariel Alfonso
Ariel Andrés Alfonso Rodríguez (ur. 8 grudnia 1989) – honduraski zapaśnik walczący w stylu klasycznym. Zajął piąte miejsce na igrzyskach panamerykańskich w 2023. Siódmy na igrzyskach Ameryki Środkowej i Karaibów w 2023. Brązowy medalista mistrzostw panamerykańskich w 2024; czwarty w 2025; piąty w 2022 i 2023 roku.